# Hypatium opulentum
Hypatium opulentum là một loài bọ cánh cứng trong họ Cerambycidae.